# Пігров Костянтин Костянтинович
Костянти́н Костянти́нович Пігро́в (* 26 жовтня (7 листопада) 1876, с. Мала Джалга, нині Ставропольського краю Росії — †  22 грудня 1962, Одеса) — український радянський диригент і педагог. Заслужений діяч мистецтв УРСР (1956), нагороджений орденом Леніна.

## Біографічні дані
1901 року закінчив регентські класи Придворної співацької капели в Санкт-Петербурзі.
У 1930—1940 роках — засновник і художній керівник Молдавської хорової капели (від 1936 — «Дойна»).
У 1920—1931 роках і від 1936 року — викладач (від 1946 року — професор) Одеської консерваторії. Серед учнів — Анатолій Авдієвський, Михайло Гринишин, Євген Дущенко, Анатолій Мархлевський, Петро Горохов, Дмитро Загрецький, Володимир Толканьов, Алла Серебрі.

## Вшанування пам'яті
У місті Одеса є провулок Костянтина Пігрова.

## Праці
- «Організація хорового співу в робітничому клубі» (Харків,1931).
- Посібник «Керівництво хором» (Київ,1956).
- Посібник «Сольфеджіо» (Москва,1970, у співавторстві).
- «Хоровая культура и моё участие в ней» (Одесса,2001).